# Bispo-negro
O bispo-negro (Euplectes gierowii) é uma espécie de ave da família Ploceidae.
Pode ser encontrada nos seguintes países: Angola, Camarões, República Centro-Africana, República Democrática do Congo, Etiópia, Quénia, Sudão, Tanzânia e Uganda.